# Хесус Кастро (мексички фудбалер)
Хесус Кастро био је мексички аматерски фудбалер који је играо као нападач. Играо је клупски фудбал за Клуб Америка и био је неискоришћени члан екипе Мексика за Светско првенство 1930.